# DeA Sapere
DeA Sapere, noto come DeA Sapere HD, è stato un canale televisivo tematico italiano di proprietà del gruppo De Agostini. Trasmetteva programmi di divulgazione scientifica e documentari di genere storico e culturale.

## Storia
Nato come spin-off del portale sapere.it, ha iniziato le trasmissioni il 15 settembre 2012 sul canale 420 di Sky Italia inserito all'interno del pacchetto Sky Famiglia.
Il 9 aprile 2014 DeA Sapere HD si è trasferito al canale 415.
La mattina del 1º dicembre 2014, a seguito di una riorganizzazione editoriale, il canale è stato sostituito da Explora dedicandosi più verso un target maschile.